# マルク・ベルンシュテイン
マルク・イズライレヴィチ・ベルンシュテイン（ロシア語: Марк Израилевич Бернштейн）は、ベラルーシのミンスク在住のブロガーでありロシア語版ウィキペディアの編集者である。2022年のロシアによるウクライナ侵攻をトピックとした記事の編集履歴が、ロシアで新たに成立したフェイクニュース対策法に対する違反行為であるとメッセンジャーアプリを通じて告発され、その翌日の同年3月11日にベラルーシ内務省の組織犯罪・汚職対策組織であるGUBOPiKに身柄を拘束された。

## ウィキペディアでの活動
2009年後半から2022年はじめまで、ベルンシュテインはロシア語版ウィキペディアで20万回以上の編集を行う、最も活動量の多い編集者トップ50の1人で、他の利用者から記事の執筆依頼も請け負っていた。彼自身は2009年のウィキペディアにおける「最高」の貢献として、ソビエト連邦における検閲に関する記事での編集を挙げていて、この記事で彼は250もの資料を引用している。同時にウィキペディアの新人編集者に向けてアドバイスも行っており、ベテラン利用者の編集の型を最初に学ぶことをすすめている。そして全く異なる、そしてたいてい自分と対立する観点を持つ編集者とも共同作業をしていくための心構えも説いている。彼によれば、それこそがウィキペディアの記事を発展させる鍵なのである。

## 2022年の身柄拘束
2022年2月24日、ロシア語版ウィキペディアに「Вторжение России на Украину (2022)」（ウィキペディア日本語版のタイトルは「2022年ロシアのウクライナ侵攻」）という記事が作成されると、その記事名について議論が起こった。「вторжение（侵攻）」という表現が、中立的な観点にもとづいて情報を提示するというウィキペディアの方針に反していると主張するロシア語版ウィキペディアの編集者たちに対して、ベルンシュテインは「ロシアの軍隊はウクライナの領土を侵略した。これは単なる事実であって、中立性とは関係ない」とコメントし、記事名を支持する論陣をはった。
同年3月10日、メッセンジャーアプリ「テレグラム」に開設されたロシアのプロパガンダを発信するチャネル「Мракоборец」で、ベルンシュテインの個人情報が晒しを受けて、フェイクニュースを取り締まるロシアの新たなメディア規制法に違反しているという告発がなされた。そこで具体的に槍玉に挙げられたのが、ベルンシュテインのロシア語版ウィキペディア「Вторжение России на Украину (2022)」での編集履歴だった。
同年3月11日、ベラルーシ内務省の組織犯罪・腐敗対策総局ことGUBOPiKがミンスクでベルンシュテインの身柄を拘束した。テレグラムに開設されていた親政府系のチャンネルではその時の様子を撮影したビデオが公開され、ベルンシュテインが「反ロシア的」なフェイクを拡散したことを非難するコメントが掲載された。翌3月12日、「法にもとづいた当局の命令または要求に従わなかった」（行政違反法第24条第3項）ことを理由に、ベルンシュテインには15日間の拘留が言い渡された。
同年6月24日、ミンスクの裁判所は彼に「重大な治安紊乱行為」の罪で最長3年の懲役を言い渡したと報じられた。べルンシュテインは法廷で釈放された。

### ウィキメディア財団の見解
2022年3月11日、ウィキペディアを始めとしたプロジェクトを運営するウィキメディア財団は、ベルンシュテインの身柄拘束について、財団の「信頼・安全・人権を担当するチームはウクライナで進行中の危機について注視をしており、当該地域の〔ウィキメディアにおける〕コミュニティのメンバーの身の安全を確保し、その要求に応えるため、コミュニティと緊密な連携をとっている」というコメントを発表した。